# The Lazy Song
„The Lazy Song” este o piesă a cântărețului american Bruno Mars de pe albumul de debut al acestuia, Doo-Wops & Hooligans. A fost lansat ca al treilea single al albumului pe 15 februarie 2011. Mars a compus cântecul împreună cu K'naan și echipa sa de producție, The Smeezingtons, care a și produs piesa. Din punct de vedere muzical, „The Lazy Song” are influențe din muzica reggae și cea hawaiiană. Cântecul a ajuns pe primul loc în Marea Britanie, fiind al patrulea single al acestuia ce cucerește clasamentul în mai puțin de un an după „Nothin' on You”, „Just the Way You Are” și „Grenade”.

## Ordinea pieselor pe disc
Descărcare digitală
1. „The Lazy Song” (versiunea de pe discul single) – 3:08

CD
1. „The Lazy Song” (versiunea de pe discul single) – 3:08
2. „Grenade” (remix de The Hooligans) – 3:30